# Erik Wahlbergson
Erik Wahlbergson, ursprünglich Erik Wahlberg (* 5. März 1808 in Härkeberga bei Enköping, Uppland, Schweden; † 18. Oktober 1865 in Konradsberg bei Stockholm), war ein schwedischer Porträt-, Tier-, Historien- und Landschaftsmaler.

## Leben
Wahlbergson studierte an der Kunstakademie Stockholm unter Fredric Westin. 1835 war er an der Kunstakademie Düsseldorf eingeschrieben. Da er verrückt wurde, wies man ihn in das Irrenhaus von Konradsberg ein, wo er 1865 starb.

## Werke (Auswahl)

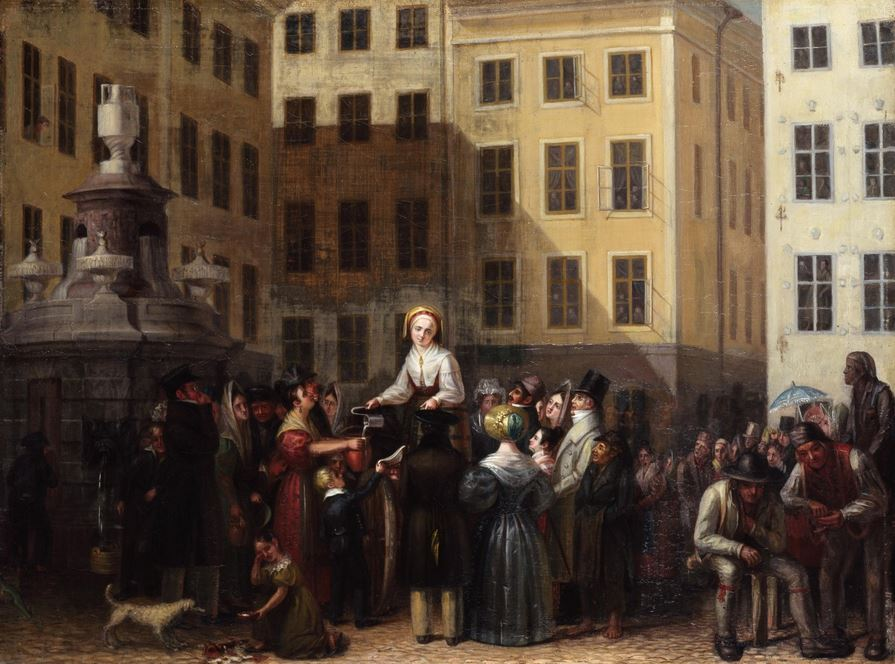
Vackra Dalkullan (Daniel Ols Carin Ersdotter) säljer mjölk på Stortorget (Die schöne Milchmagd Carin Ersdotter verkauft Milch auf dem Hauptplatz), zwischen 1833 und 1840

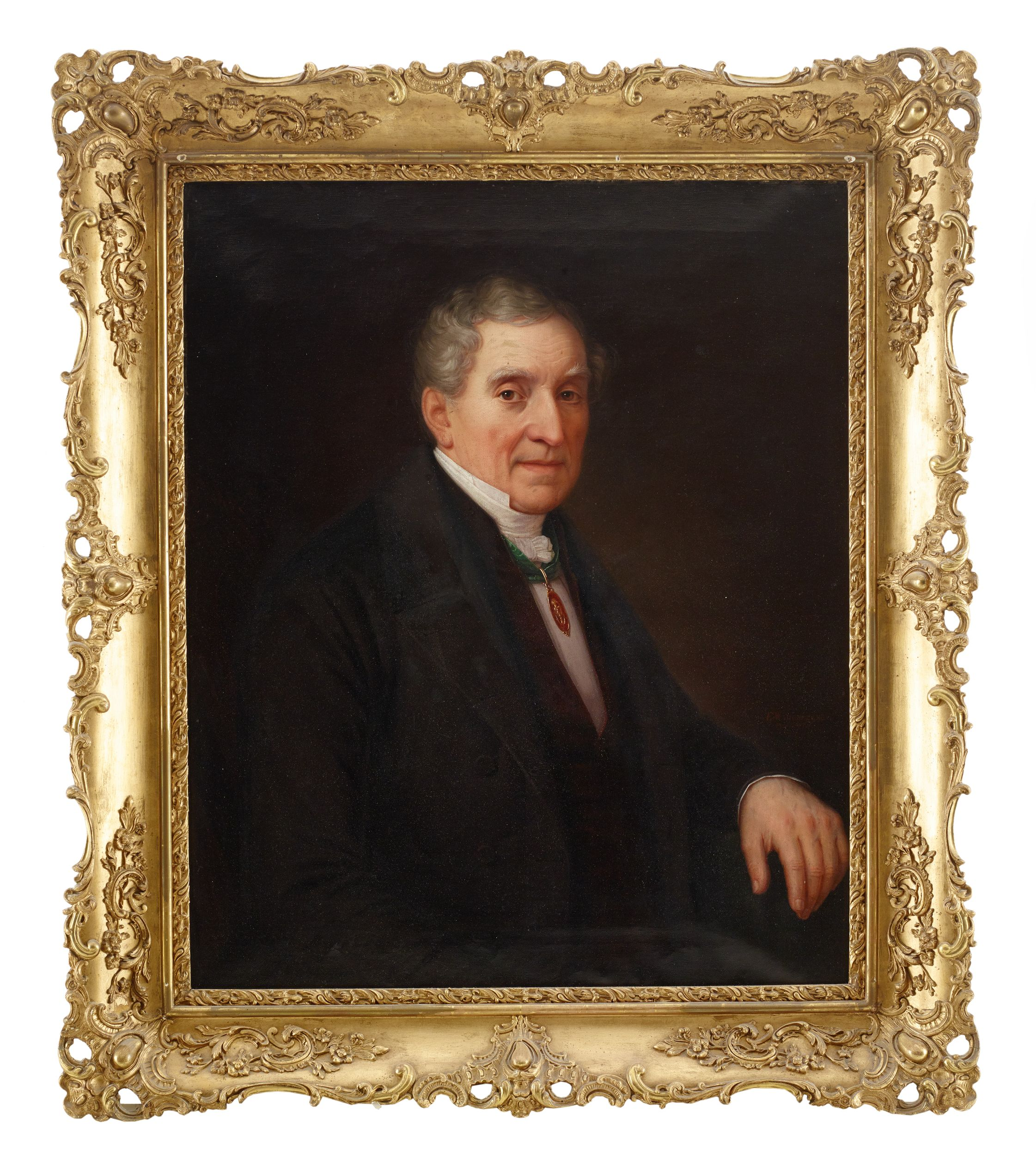
Adolf Zethelius (1781–1864), Silberschmied, Hersteller der Krone des Königreichs Norwegen, 1850

Wahlbergsons Bilder zeigen Landschaften, Porträts, biblische und mythologische Sujets. Für das Schloss Drottningholm fertigte er eine Reihe von Porträts von Staatsmännern und Militärs, zumeist Kopien.
- Madonna mit Kind
- Magdalena
- Diana und Endymion
- Coriolanus und seine Mutter
- Vackra Dalkullan (Daniel Ols Carin Ersdotter) säljer mjölk på Stortorget (Die schöne Milchmagd Carin Ersdotter verkauft Milch auf dem Hauptplatz), zwischen 1833 und 1840
- Adolf Zethelius, 1850
- Oskar I. von Schweden, 1857